# Thornton Hee
Thornton Hee (26 mars 1911 - 30 octobre 1988) était un animateur, réalisateur, caricaturiste, styliste et conteur américain, ainsi qu'enseignant de stylisme et de caricature. Il est presque toujours crédité sous le nom T. Hee.
Il est avec Jack Hannah, le cofondateur du Programme d'animation de personnage du California Institute of the Arts.

## Biographie
Hee travaille comme concepteur de personnage de 1935 à 1936 dans le studio Leon Schlesinger Productions. Il dessine alors la plupart des caricatures de vedettes dans The CooCoo Nut Grove (1936) et The Woods Are Full of Cuckoos (1937). Une carte de noël qu'il dessina en 1936, avec les caricatures des animateurs des studios Schlesinger a été utilisée pour concevoir les gremlins dans le court métrage Russian Rhapsody (1944).
Hee rejoint les studios Disney en 1938 comme réalisateur, styliste et caricaturiste. Il est alors surtout connu pour avoir réalisé la séquence la Danse des heures de Fantasia (1940), celle de Grand Coquin et Gédéon dans Pinocchio (1940), ainsi que pour son travail sur Victoire dans les airs (1943) et La Boîte à musique (1946).
Il quitte les studios Disney juste après la grève de 1941 mais y revient deux fois, la première de 1942 à 1946 puis à nouveau de 1958 à 1961
Entre 1951 et 1958, il est animateur chez United Productions of America, et travaille de 1961 à 1963 pour Terrytoons.

## Filmographie
- 1936 : The CooCoo Nut Grove
- 1937 : The Woods Are Full of Cuckoos (conception de personnages)
- 1938 : Mother Goose Goes Hollywood (animateur)
- 1940 : Fantasia
- 1940 : Pinocchio
- 1941 : Le Dragon récalcitrant (scénario)
- 1943 : Victoire dans les airs (scénario)
- 1946 : La Boîte à musique (scénario)
- 1947 : Hollywood en folie (séquence des poupées)
- 1952 : The Oompahs (scénario, conception graphique)
- 1952 : The Life of Riley (Série TV, décor du générique)
- 1953 : Little Boy with a Big Horn (scénario, conception graphique)
- 1953 : Christopher Crumpet (scénario, conception graphique)
- 1953 : Gerald McBoing-Boing's Symphony (scénario, conception graphique)
- 1954 : Ballet-Oop (scénario, conception graphique)
- 1954 : Magoo Goes Skiing (scénario)
- 1954 : Fudget's Budget (scénario, conception graphique)
- 1954 : How Now Boing Boing (scénario, conception graphique)
- 1955 : Christopher Crumpet's Playmate (scénario, conception graphique)
- 1955 : The Rise of Duton Lang (adaptation)
- 1956 : Gerald McBoing! Boing! on Planet Moo (scénario)
- 1956 : The Jaywalker (conception graphique)
- 1959 : Noah's Ark (scénario, styliste)
- 1959 : The Deputy Dawg Show (télé, scénario)
- 1959 : Quelle vie de chien ! (génériques)
- 1962 : La Fiancée de papa (génériques)
- 1962 : Calvin and the Colonel (télé, 1 épisode, scénario)